# Nancy Frangione
Nancy Frangione (* 10. Juli 1953 in Barnstable, Massachusetts; † 18. August 2023 ebenda) war eine US-amerikanische Schauspielerin, die vor allem durch ihre Mitwirkung in Seifenopern bekannt wurde.

## Leben und Karriere
Frangione besuchte die Barnstable High School. Ihre erste kleinere Rolle übernahm sie 1979 in der Seifenoper All My Children, dort spielte sie die Tara Martin. Bekanntheit erlangte sie vor allem durch ihre Rolle der Intrigantin Cecile DePoulignac in der für einen Primetime Emmy nominierten Fernsehserie Another World, die sie von 1981 bis November 1995 innehatte. Die Serie thematisiert das Leben in der Stadt Bay City im Mittleren Westen der USA und handelt von Liebe, Verlust, Prüfungen und auch dem Triumph einzelner Bewohner, die aus unterschiedlichen sozialen Kreisen stammen. Für diese Arbeit wurde sie 1984 mit dem ersten Soap Opera Digest Award ausgezeichnet.
Frangione trat zudem in Seifenopern respektive Fernsehserien wie Liebe, Lüge, Leidenschaft und Serien wie Die Nanny, Ein Engel auf Erden, Matlock und Buck Rogers auf.
Von 1982 bis 1996 war die Schauspielerin mit Christopher Rich, ihrem Co-Star aus Another World, verheiratet. Aus dieser Verbindung ging eine Tochter hervor.
Sie starb am 18. August 2023 im Alter von 70 Jahren in Barnstable.

## Filmografie (Auswahl)
- 1968: Liebe, Lüge, Leidenschaft (One Life to Live, Fernsehserie, 1 Folge)
- 1977–1978: All My Children (Fernsehserie, 6 Folgen)
- 1980: Buck Rogers (Fernsehserie, Folge S1/E19 Space Rockers)
- 1980–1995: Another World (Fernsehserie, 74 Folgen)
- 1987: Matlock (Fernsehserie, Folge S2/E4 The Husband)
- 1987: Ein Engel auf Erden (Highway to Heaven, Fernsehserie, Folge S4/E5 I Was a Middle Aged Werewolf)
- 1988: Ein Mann für Drei (Sharing Richard, Fernsehfilm)
- 1990: Tödlicher Schnee (In the Line of Duty: A Cop for the Killing, Fernsehfilm)
- 1993–1994: Die Nanny (The Nanny, Fernsehserie, 2 Folgen)

## Auszeichnung
Soap Opera Digest Awards
- Auszeichnung mit dem Soap Opera Digest Award in der Kategorie „Beste Schurkerei in einer Seifenoper“